# Obnova Kenmu
Obnova Kenmu (建武の新政 Kenmu no šinsej) (1333-1336) je skupno ime za triletno obdobje v japonski zgodovini med obdobjema Kamakura in Muromači ter politične procese, ki so se takrat odvili. Obnova je bila poledica truda cesarja Go-Dajga k povrnitvi moči cesarski hiši s civilno vlado, ki bi nastopila prvič po poldrugem stoletju vojaške vladavine. Ta poskus je bil neuspešen, zamenjal ga je šogunat Ašikaga (1336-1575). Šlo je za zadnjega cesarja z nekaj moči pred obnovo Meidži leta 1868. Mnoge in velike napake cesarske hiše v tem triletnem obdobju so imele pomembne posledice v sledečih desetletjih, tudi vzpon šogunata Ašikaga na položaj moči.

## Ozadje
Cesarjevo vlogo sta si prisvojila klana Minamoto in Hodžo odkar je Minamoto no Joritomo leta 1192 pridobil naziv šoguna in vladal iz Kamakure. Zaradi različnih razlogov se je šogunat odločil dovoliti alternirajoče vladanje dveh cesarskih linij s Severnega in Južnega dvora. Metoda je delovala nekaj menjav cesarjev do nastopa južnega cesarja Go-Dajga, ki je odprto nasprotoval Kamakuri z imenovanjem sina za naslednika. Leta 1331 ga je šogunat izgnal, cesarski lojalisti, med njimi Masašige Kusunagi, so se uprli in ga prišli podpret. Pomagal jim je tudi Takaudži Ašikaga, ki ga je Kamakura sprva poslala zatreti cesarjev upor, kasneje pa je sam postal šogun. Približno ob istem času je prestolnico šogunata napadel tudi vzhodni poglavar Jošisada Nitta. Šogunat se je poskušal braniti proti napredkom vojsk, a so sčasoma dosegle Kamakuro, jo oblegale in zavzele. Mesto je ostalo politično središče regije Kanto še celo stoletje, a se je nadvlada končala.

## Cilji obnove
Ko je cesar Go-Dajgo zasedel prestol leta 1318, je takoj naznanil  vladanje brez vmešavanja vojske iz Kamakure. Zgodovinski dokumenti kažejo, da so verjeli, da je oživitev cesarske hiše mogoča, čeprav je bil šogunat močna ovira.
Primer situacije, ki je čakala na rešitev, so bila posestva šoen. Lastniki velikih posestev (nadzorniki šugo in upravniki džito) so bili politično neodvisni, davčne olajšave pa so siromašile vlado in spodkopavale njeno avtoriteto. Čikafusa Kitabatake, Go-Dajgov bodoči svetovalec je priznal, da se nima nihče namena vmešavati v te privilegije, zato je bil uspeh s te strani na začetka zelo medel. Ni bilo jasno, kaj je želel ukreniti glede zamenjave gospodarjev šugo in džito. Vsekakor niso želeli deliti moči s samurajskim razredom. Cesar je postavil težavo na stranski tir, saj so prav samuraji iz zahodnih posestev kasneje porazili šogunat. Vsakršno ukrepanje bi privedlo do zamer pri ključnih zaveznikih.

## Neuspeh Go-Dajgove politike
Cesar si je prisvojil nekatero zemljo, ki jo je nejgova družina prej izgubila, na primer budistične templje To-dži in Dajtoku-dži. Nadejal si je njihovo podporo. Ni mu uspelo zaščititi pravic zakupnikov zemlje in delavcev, katerih pritožbe so se zlivale v samostane.
Ni razumel pomembnosti bojevniškega razreda, saj ni nikoli nagrajeval manjših samurajskih podpornikov, kar bi lahko počel z zemljo, ki so jo zasegli od klana Hodžo. Namesto tega je bil vedno pristranski. Te napake so ključ za razumevanje dogodkov v naslednjih nekaj desetletjih. Šele po nagraditvi verskih institucij se je lotil samurajev, ki so se v velikih množicah prišli pogajati za svoj delež. Največji delež je pripadel samurajema Jošisadu Nitti in Takaudžiju Ašikagi, s čimer civilistom ni vrnil veliko nadzora nad provincami. Največja napaka je bila, da ni nagradil manj pomembnih bojevniških podpornikov. Tribunali, ki jih je ustanovil za ta namen, so bili neučinkoviti in neizkušeni za takšno nalogo, podlegli pa so tudi korupciji. Samuraje je še bolj razjezilo, ko je z namenom zbiranja sredstev za zgraditev nove cesarske palače dvignil davke za samurajski razred. S časom se je po državi krepil odpor proti plemištvu. Tajhejki beleži, da je šla velika večina vojnih pridobitev v roke Takaudžija, Jošisade in pisarnam šugojev in džitojev več kot 50 provinc, s čimer je ostalo malo sredstev za bojevnike. Do konca leta 1335 je aristokracija izgubila vso podporo bojevniškega razreda.

## Vzpon bratov Ašikaga
Go-Dajgo je želel povrniti svojo vlado v Kamakuri in na vzhodu države, brez da bi tja poslal šoguna, ker bi bilo to zaenkrat nevarno. Namesto tega je poslal šestletnega sina, princa Norinaga, v provinco Mucu (vzhod današnje regije Tohoku) in ga nominiral za guvernerja-generala provinc Mucu in Deva. Kot očitni odgovor na to potezo je Takaudžjev mlajši brat Tadajoši pospremil cesarjevega enajstletnega sina Narijošija (Narinaga) v Kamakuro kot guvernerja province Kozuke, sam pa je postal njegov namestnik in de facto vladar. Z imenovanjem bojevnika na pomembni položaj je cesarju pokazal, da samurajski razred ni pripravljen na povsem civilno vladavino.
Kasneje je cesar imenoval svojega tretjega sina princa Morinaga na mesto sej-i tajšoguna skupaj z bratom Norinago, kar je ujezilo Takaudžija Ašikago, ki je verjel, da ima kot potomec klana Minamoto pravico do obnovitve klanove vladavine. Po porazu garnizije Hodžo leta 1333 v Rokuhari je tam takoj nastavil lastno pisarno bugjošo, ki je vzdrževala mir v mestu ter prevzela politiko in funkcije (samurajske) predhodnice, nadzirala promet na večjih cestah in izdajala potne liste. Takaudži je želel s takšno zamenjavo nadaljevati politično moč samurajev. Ker se je postavil za predstavnika vojaškega razreda, so se okoli njega zbirali nezadovoljni bojevniki. Videli so, da bo lahko povrnil zlate čase šogunata, zato je bil močnejši od rival, kot je bil Jošisada Nitta. Največja ovira je ostal šogun princ Morinaga.

## Princ Morinaga
Princ Morinaga je postal Takaudžijev nasprotnik, saj je bil ugleden in predan vzpostavitvi civilne vlade, ki jo je podpiral tudi Jošisada (Takaudži ga je užalil). Napetosti so rasle, dokler ni Takaudži Morinaga zaprl v Kjotu pod pretvezo in ga transportiral v Kamakuro, kjer je bil zapornik do konca avgusta 1335. Podporniki Hodžo so tu in tam sporadično netili upore. Tekom istega leta je Tokijuki Hodžo (sin tadnjega regenta Takatokija) poskusil povrniti šogunat s silo in premagal Tadajošija v današnji prefekturi Kanagava. Tadajoši je zbežal, pred odhodom pa je naročil obglavljenje princa Morinaga. Kamakura je kratek čas ostala v rokah Tokijukija. Takaudži je zaprosil cesarja za naziv sej-i tajšogun, da bi lahko zatrl ta upor in pomagal bratu. Po zavrnitvi je organiziral svoje sile in se vrnil v Kamakuro brez cesarjevega blagoslova, kjer je premagal klan Hodžo. Namestil se je v soseski Nikajdo. Ko so ga povabili, da se vrne v Kjoto, jim je preko brata Tadajošija sporočil, da se počuti varnega, kjer je. V Okuri, kjer je prebival prvi šogun Minamoto no Joritomo, si je gradil dvorec.

## Državljanska vojna
Kjotu je postalo jasno, da si je brez odobritve cesarja Takaudži nagrabil široko moč; člana klana Uesugi je imenoval za nadzornika province Kozuke, domače province Jošisada Nitta. Do konca leta 1335 je bilo več tisoč cesarjevih mož pripravljeno na odhod v Kamakuro, velika vojska pod poveljem Ko no Morojasuja pa je hitela na obrambo mesta. 17. novembra 1335 je Tadajoši izdal sporočilo samurajem, da se pridružijo Ašikagam proti Jošisadu Nittu, podobno pa je storil tudi dvor. Večina samurajev in kmetov je bila na začetku vojne prepričana, da jim bo pod šogunatom bolje. Kampanja je bila za brata Ašikaga uspešna. 23. februarja 1336 sta cesar in Jošisada izgubila, Kjoto je padel. 25. februarja 1336 je Takaudži vstopil v prestolnico in končal obnovo Kenmu.

## Koledarska posebnost dobe
Doba Kenmu je zaradi dveh možnih štetij anomalna. Ker se imena dob (nengo) menjajo po cesarju in ker se je cesarska hiša leta 1336 razdelila na dve veji, se dobo šteje na dva načina na obeh straneh delitve. Po štetju Južnega dvora cesarja Go-Dajga je sledila doba Kenmu dobi Genko (imenovana po vojni Genko) leta 1334 in se končala leta 1336 z dobo Engen, po štetju Severnega dvora pa je trajala med letoma 1334 in 1338, ko jo nasledi doba Rjakuo. Čeprav je bil Južni dvor na koncu poražen, je ta linija legitimna, zato uporabljajo zgodovinarji njihovo štetje.